# Європа (Прилуки)
«Європа» — український футбольний клуб з міста Прилуки Чернігівської області. Заснований у 2000 році.

## Історія
Футбольний клуб «Європа» заснований у 2000 році. І вже в 2001 році колектив зайняв 3 місце в чемпіонаті Чернігівської області з футболу. З цього ж сезону почав постійно виходити до фінальної частини чемпіонату України серед аматорів.

## Досягнення
- дворазовий бронзовий призер Чернігівської області (2001, 2002)
- срібний призер Чернігівської області (2004)
- фіналіст Кубка Чернігівської області — 2003
- четверте місце Чемпіонату України серед аматорів — 2002, 2004, 2005
- 2008 рік чемпіон України по міні футболу серед юнаків 1999 р.н.